# Mistrzostwa Świata w Łyżwiarstwie Szybkim w Wieloboju Kobiet 1938
3. mistrzostwa świata w łyżwiarstwie szybkim w wieloboju kobiet odbyły się w dniach 9–10 lutego 1938 roku w norweskim Oslo. Łyżwiarki startowały na czterech dystansach: 500 m, 1000 m, 3000 m, 5000 m. Zwyciężczynią zostawała zawodniczka, która wygrała trzy z czterech dystansów lub uzyskała najniższą sumę punktów. Mistrzynią świata została Norweżka – Laila Schou Nilsen. W mistrzostwach wzięło udział dziesięć zawodniczek.

## Wyniki zawodów
| Poz. | Zawodniczka        | Państwo           | 500 m     | 3000 m     | 1000 m      | 5000 m      | Pkt     |
| ---- | ------------------ | ----------------- | --------- | ---------- | ----------- | ----------- | ------- |
|      | Laila Schou Nilsen | Norwegia          | 50,7 (1)  | 6.06,4 (4) | 1.40,3 (1)  | 9.46,2 (3)  | 220,537 |
|      | Verné Lesche       | Finlandia         | 54,0 (5)  | 5.53,7 (1) | 1.45,7 (6)  | 9.43,6 (1)  | 224,160 |
|      | Synnøve Lie        | Norwegia          | 53,9 (4)  | 6.01,4 (2) | 1.44,8 (4)  | 9.44,7 (2)  | 225,003 |
| 4    | Maddy Horn         | Stany Zjednoczone | 51,2 (2)  | 6.17,7 (5) | 1.43,4 (2)  | 10.18,6 (5) | 227,710 |
| 5    | Undis Blikken      | Norwegia          | 55,5 (6)  | 6.05,8 (3) | 1.44,4 (3)  | 9.53,1 (4)  | 227,977 |
| 6    | Gonne Donker       | Holandia          | 53,3 (3)  | 6.25,3 (6) | 1.45,1 (5)  | 10.24,5 (6) | 232,517 |
| 7    | Ruth Hiller        | III Rzesza        | 56,7 (7)  | 6.43,6 (7) | 1.51,3(7)   | 10.42,5 (7) | 243,867 |
| 8    | Edith Kleven       | Norwegia          | 58,1 (9)  | 6.52,1 (8) | 1.54,1 (8)  | 10.43,7 (8) | 248,203 |
| NS   | Inger Jørgersen    | Norwegia          | 57,8 (8)  | 6.55,2 (9) | 1.57,9 (9)  | NS          | 185,650 |
| NS   | Ingeborg Larsen    | Norwegia          | 58,5 (10) | NU         | 1.59,6 (10) | NS          | 118,300 |

Legenda:

NS – nie została sklasyfikowana

NU – nie ukończyła

## Medale za dystanse
| Dystans |                    |             |                    |
| ------- | ------------------ | ----------- | ------------------ |
| 500 m   | Laila Schou Nilsen | Maddy Horn  | Gonne Donker       |
| 3000 m  | Verné Lesche       | Synnøve Lie | Undis Blikken      |
| 1000 m  | Laila Schou Nilsen | Maddy Horn  | Undis Blikken      |
| 5000 m  | Verné Lesche       | Synnøve Lie | Laila Schou Nilsen |